# Клаус Рот
Клаус Фрідріх Рот (нім. Klaus Friedrich Roth; 29 жовтня 1925 — 10 листопада 2015) — англійський математик, відомий роботою над діофантовими наближеннями, великим решетом, і нерівністю розподілу. Він народився в Бреслау (в той час в Пруссії, в наш час[коли?] у Польщі), але виріс і здобув освіту у Великій Британії. Він закінчив Пітерхауз, Кембридж в 1945 році. У 1946 р. він почав дослідження в Університетського коледжу Лондона під керівництвом Теодора Естермана.
У 1952 році Рот довів, що підмножини цілих чисел додатної щільності повинні містити нескінченно багато арифметичних прогресій довжиною три, що дозволяє встановити перший нетривіальний випадок, який зараз відомий як теорема Семереді. Його остаточний результат, в наш час[коли?] відомий як теорема Туе — Зігеля — Рота, але і просто як теорема Рота[уточнити], датується 1955 роком, коли він був викладачем в Університетського коледжу в Лондоні. Він був нагороджений премією Філдса в 1958 році за цю роботу. Він став професор Університетського коледжу в Лондоні в 1961 році, і очолив кафедру в Імперському коледжі в Лондоні в 1966 році, цю посаду він зберіг до офіційного виходу на пенсію в 1988 році. Потім він отримав статус запрошеного професора і залишився в Імперському коледжі до 1996 року.

## Публікації
- Davenport, H. (1960), The work of K. F. Roth, Proc. Internat. Congress Math. 1958, Cambridge University Press, с. lvii--lx